# Haus Hohenholz
Haus Hohenholz (auch Hohenholtz oder Hoegenholtz) ist ein mittelalterliches, von hohen Ulmen umgebenes, freiadeliges Rittergut bei Bedburg im Rhein-Erft-Kreis, d. h. im ehemaligen Amt Kaster, südlich des alten, durch den Braunkohletagebau Garzweiler II zerstörten Ortes Alt-Königshoven.

## Namensgebung
Der Hof trägt den Namen des früher dort, später in Königshoven ansässigen freiadeligen Geschlechts von Holz und gehörte ursprünglich zum Heinsberger Hof in Harff.

## Geschichte
1365 verkauften die Herren von Heinsberg mit vielen anderen Gütern auch den Hof Hohenholtz an den Ritter Johann von Harff. Dessen Nachkomme Johann von Harff und seine Frau Jutta von Wevelinghoven verkauften diesen 1430 an den auf Haus Harff wohnenden Gotthard von Harff. Als Margarethe, Tochter und Erbin von Ritter Arnold von Harff und dessen Ehefrau Maria von Bongert, 1522 starb, entbrannte ein Erbstreit, den die Herren von Buer, die in die Familie Merode zu Frankenberg eingeheiratet hatten, hinsichtlich Hohenholz für sich entscheiden konnten. Damit war Hohenholz spätestens ab 1541 bis 1735 im Besitz der Familie von Buer. 1556 verglichen sich die von Buer mit der noch lebenden Mutter der Margarethe von Harff, wonach beide zur Hälfte erben sollten. 1639 wurde Hohenholz dann zu einem landtagfähigen Rittersitz erhoben. Herzog Wolfgang Wilhelm bestätigte dies 1643 noch einmal.
1690 gehörten zu Haus Hohenholz 300 Morgen Land, 14 Morgen Benden und Baumgarten, 1860 sogar 317 Morgen Land mit 962 Talern Reinertrag.
Spätere Besitzer waren die Familien Waldbott von Bassenheim, Waldbott-Bornheim, Dackweiler, Ritz, Schunck, ab 1815 Neuhof und später die mit ihnen verwandten Hambloch. Das Portal des neuzeitlichen Herrenhauses ist noch heute mit den Initialen HH - FN und der Jahreszahl 1884 versehen. Die Initialen stehen für Heinrich Hambloch und Franziska Neuhof. Nach Ableben des letzten Nachkommen der Familie Hambloch ging Gut Hohenholz an die katholische Kirche in Bedburg Kaster. Diese verkaufte Hohenholz später an Privatpersonen. Seit 2009 wird auf Hohenholz ein Event- und Tagungshotel betrieben.

## Galerie

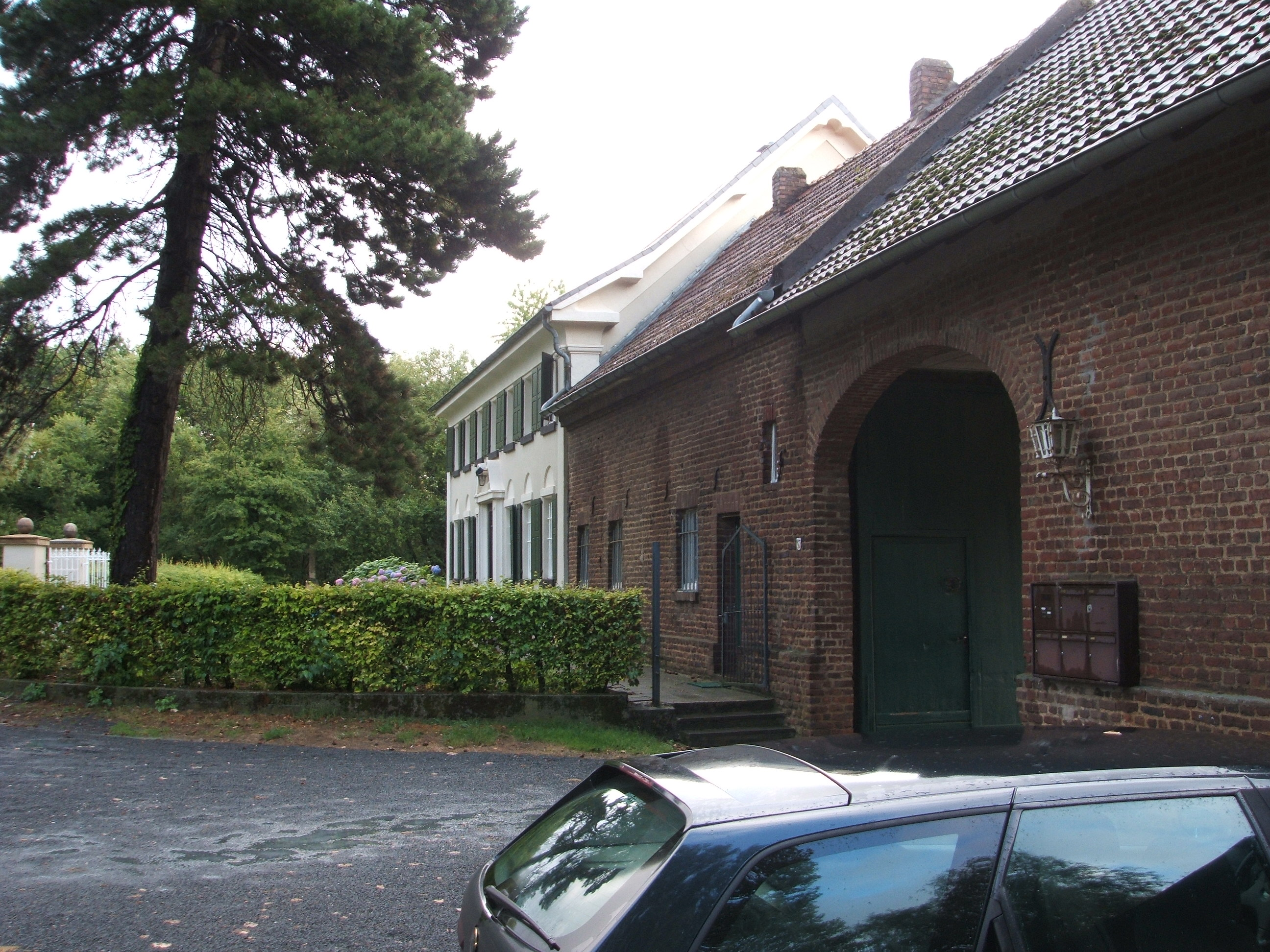
Herrenhaus und Einfahrt zum Hof
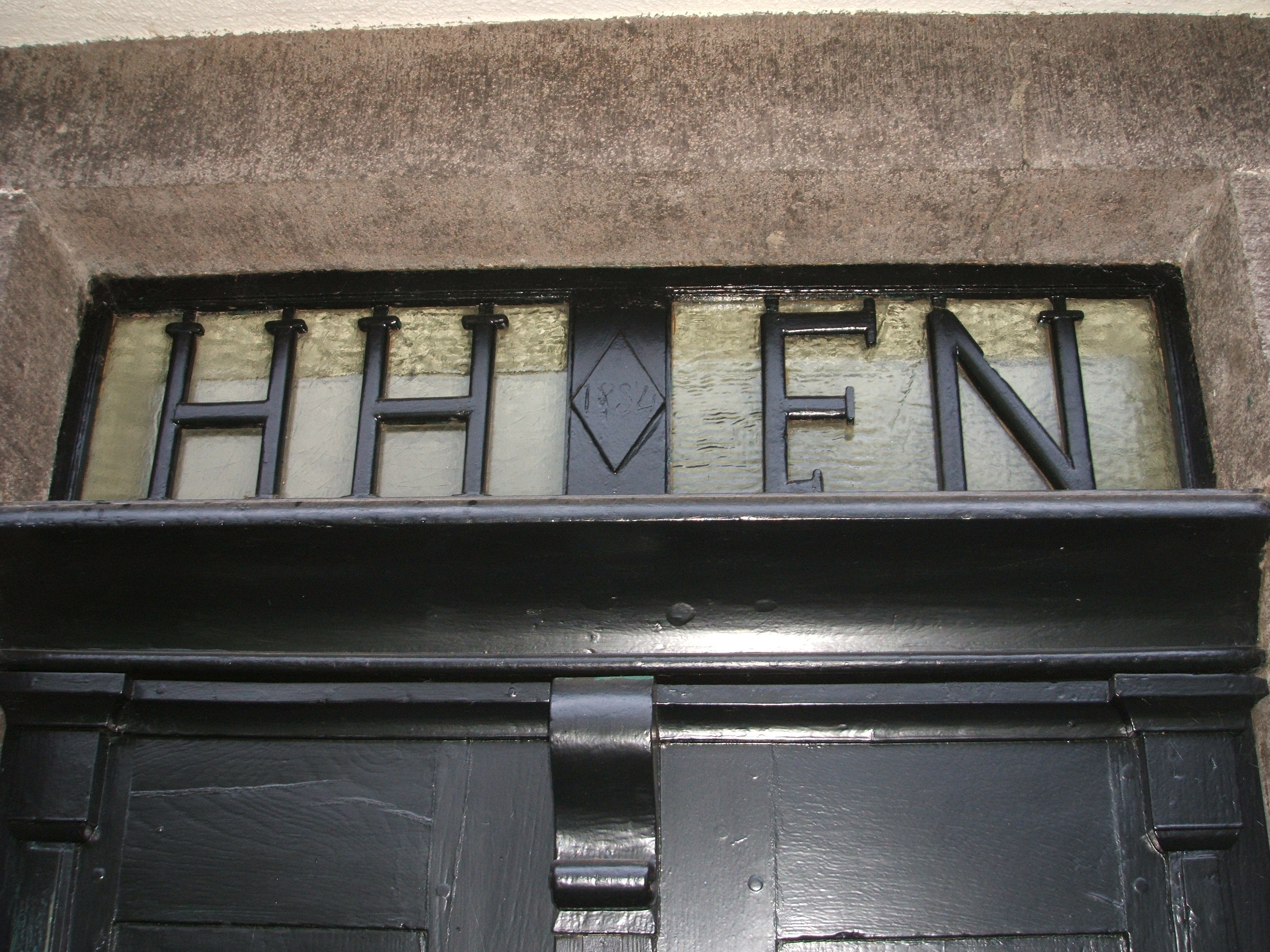
Initialen am Eingang des Herrenhauses
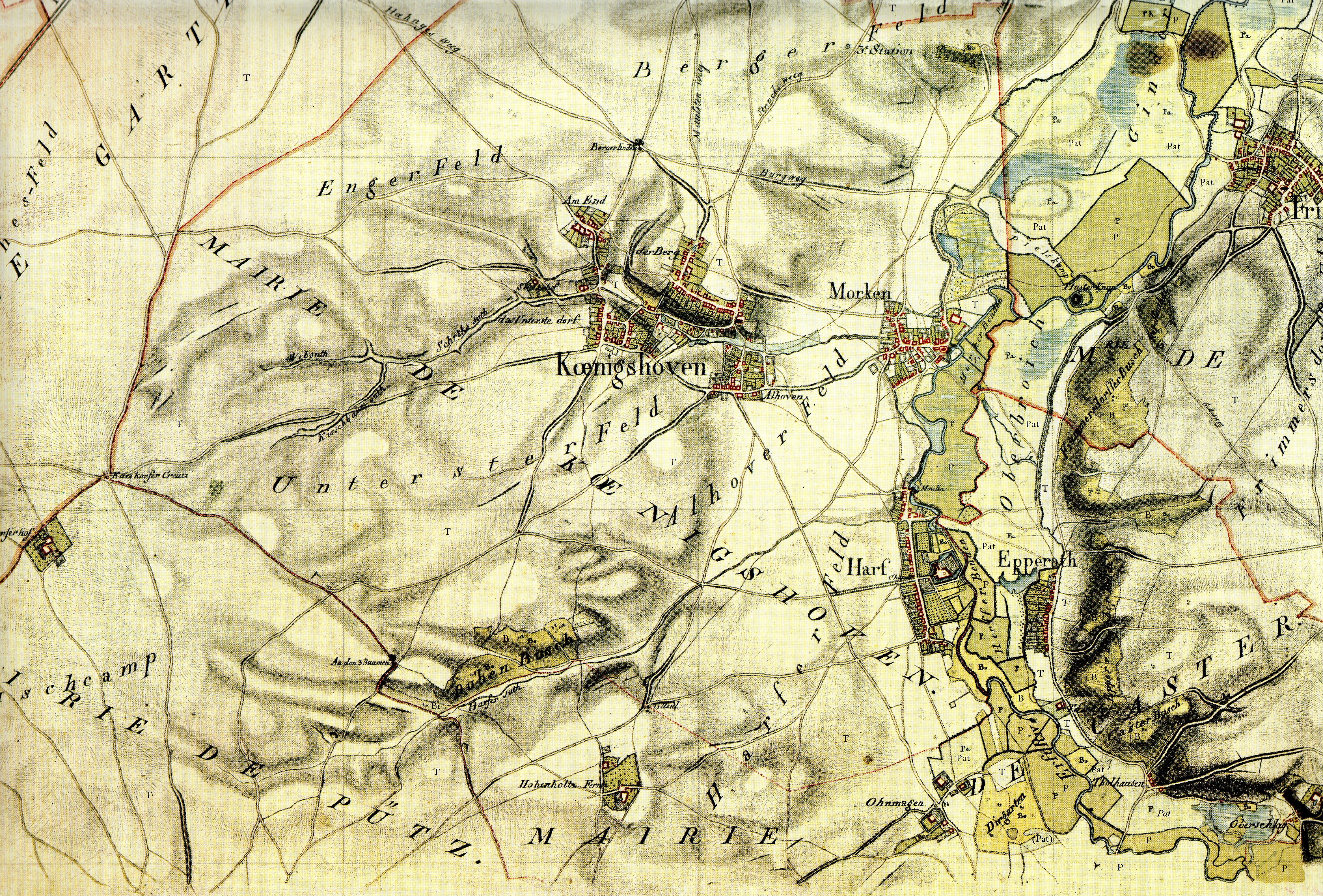
Hohenholtz Ferme südlich von Alt-Königshoven (Karte: Trachot/von Müffling, 1806 ff)